# Gateway Theatre of Shopping

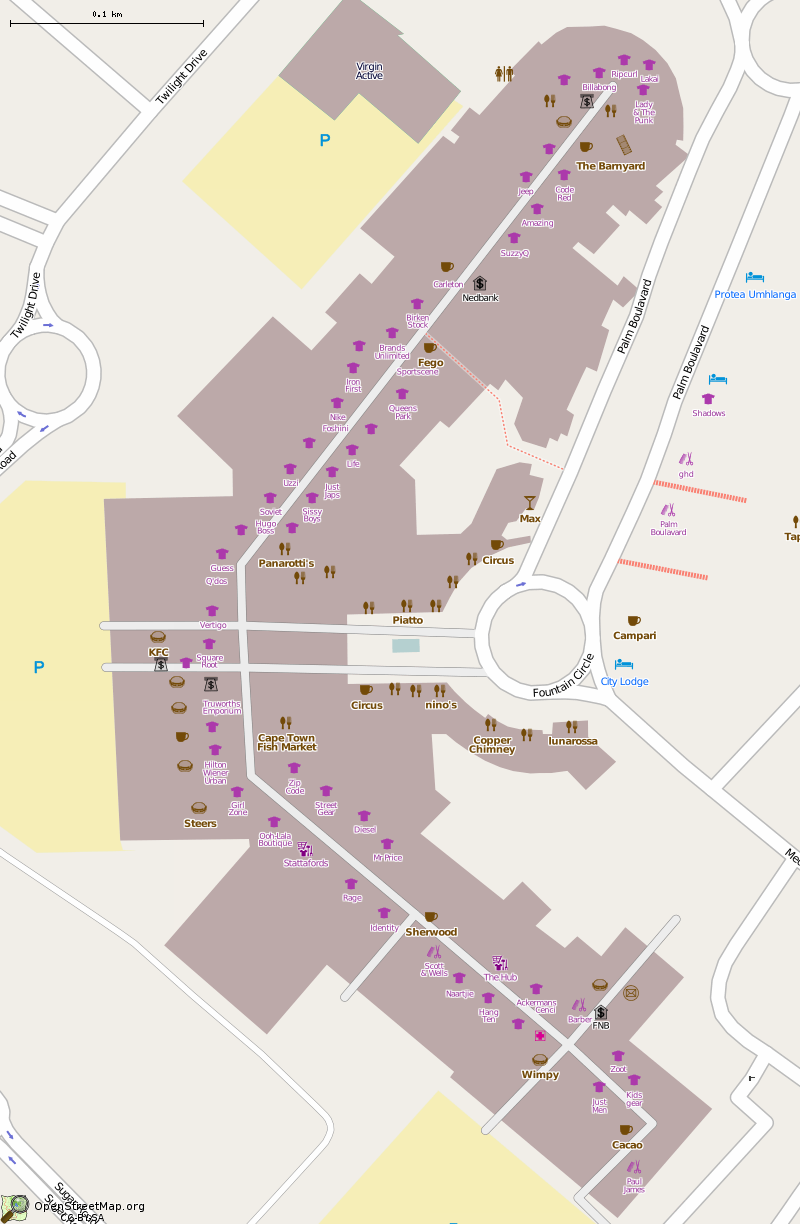
Een overzicht van de winkels

Gateway Theatre of Shopping, kortweg Gateway, is een winkelcentrum in Umhlanga Ridge in Umhlanga, ten noorden van Durban, KwaZoeloe-Natal, Zuid-Afrika. In het winkelcentrum zijn 180.000 vierkante meter winkels gevestigd: zowel Zuid-Afrikaanse winkels als grote internationale namen. Gateway is hiermee het grootste winkelcentrum in Afrika en tevens het grootste op het zuidelijk halfrond, hoewel er nog winkelcentra zijn die deze laatste titel opeisen. De bouw begon op 3 maart 1998 en in september 2001 werd het centrum officieel geopend. Maandelijks telt Gateway meer dan 1,80 miljoen bezoekers.
Gateway telt 18 bioscoopzalen, een IMAX-theater, meer dan zeventig cafés en restaurants en meer dan 350 winkels, een indoor surfbad (het Wave House), een arcade- en themapark genaamd Fantasy Forest, een 4000 vierkante meter skatepark ontworpen door Tony Hawk, een hoge indoor klimrots, een fitnesscentrum, een bowlingbaan, een minigolf, een Nissan 4x4 track, 8 verschillende parkeerzones en een wetenschappelijk themapark.